# 49ª Divisione fanteria "Parma"
La 49ª Divisione fanteria "Parma" fu una grande unità del Regio Esercito durante la seconda guerra mondiale.

## Storia
La divisione viene costituita a Macerata il 12 settembre 1939, ma le sue origini risalgono alla Brigata "Parma", costituita il 1º gennaio 1860 dall'Armata Sarda con le truppe dell'annesso Ducato di Parma e Piacenza. Sciolta come tutte le brigate permanenti nel 1871, venne ricostituita durante la Grande Guerra. In esecuzione della legge di riforma dell'ordinamento dell'esercito dell'11 marzo 1926, che prevedeva brigate ternarie, viene sciolta ed il 49º ed il 50º Reggimento fanteria vengono assegnati rispettivamente alla IX ed alla VII Brigata. Nel 1939 viene ricostituita come divisione di fanteria ordinaria, su base binaria secondo l'ordinamento Pariani, ovvero sul 49º ed il 50º Reggimento fanteria "Parma" e sul 49º Reggimento artiglieria per Divisione di fanteria.
Dopo l'entrata dell'Italia nella seconda guerra mondiale, la divisione viene inviata dal 12 settembre 1940 in Albania e dal mese successivo entra in azione sul fronte greco-albanese a sud del Lago Prespa inquadrata nel VI Corpo d'armata. Il 30 ottobre è travolta dalla controffensiva greca ed inizia ad indietreggiare cedendo al nemico le località di confine, fino a perdere, il 3 novembre, il Monte Kallogjerit, aprendo al nemico la strada della valle del Devoli. La forte pressione delle unità greche costringe la "Parma" a ripiegare il 6 novembre su Bilishki, il 14 su Mengulasi, Monte Malit e Koshica, il 15 su Gjolet, il 16 su Prokomat, il 17 su Drenova, fino ad attestarsi, il 19, sulla sella di Boboshtices. A causa delle forti perdite, la divisione viene sostituita al fronte dalla 2ª Divisione alpina "Tridentina" e si porta nelle retrovie per riorganizzarsi, per rientrare in linea il 12 dicembre successivo. Si schiera nel settore della Val Tomorreza, tra Monte Mietes-Rehove-Milove-Mali Kulmake. Tra il 12 ed il 14 subisce l'iniziativa nemica ed il 15 è costretta ad arretrare su una linea più facilmente difensibile, che viene infranta tra il 30 ed il 31 dicembre; la divisione si ritira ancora, attestandosi sulla linea Bregu Beshenik-Lemsushi-Monte Tomori. Qui si arriva ad una situazione di stallo, grazie alla strenua resistenza della divisione, che il 24 gennaio 1941 prende l'iniziativa ed attacca e prende Dobres e Bregu Saliut. Nell'ambito della seconda offensiva italiana, il 14 aprile la Divisione "Parma" occupa Kulmakes, il 15 Panarit, il 19 prende il controllo della strada Coriza-Ersekë ed il 21 raggiunge Perati dove è colta dal termine delle ostilità. La divisione rimane in Albania come forza di occupazione. All'unità viene aggregato il 2º Reggimento "Cacciatori d'Albania" e viene destinata al presidio del settore compreso tra Tepelenë, Argirocastro, Himara e Valona, dove sarà impegnata in attività di contro-guerriglia e difesa costiera. L'8 agosto 1942 verrà assegnato, quale comandante della fanteria divisionale il gen. di brigata Luigi Clerico, già capo di sm della div. Venezia.
La grande unità rimarrà in tali compiti fino all'8 settembre 1943, giorno dell'armistizio di Cassibile, dal quale la 49ª Divisione fanteria "Parma" viene considerata sciolta.

## Ordine di battaglia: 1940
- 49º Reggimento fanteria "Parma"
- 50º Reggimento fanteria "Parma"
- 109ª Legione CC.NN. "Filippo Corridoni" (aggregata nel 1941)
  - CIX Battaglione CC.NN. "Macerata"
- 49º Reggimento artiglieria
  - I Gruppo
  - II Gruppo
- XLIX Battaglione mortai da 81
- 49ª Compagnia cannoni controcarri da 47/32
- 49ª Compagnia genio artieri
- 49ª Compagnia mista telegrafisti/marconisti
- 62ª Sezione sanità
- 85ª Sezione sussistenza
- 74ª Sezione panettieri

## Ordine di battaglia: 1943
- 49º Reggimento fanteria "Parma"
- 50º Reggimento fanteria "Parma"
- 109ª Legione CC.NN. "Corridoni" (aggregata nel 1941)
  - CIX Battaglione CC.NN. "Macerata"
- 2º Reggimento "Cacciatori d'Albania"
- 49º Reggimento artiglieria
  - I Gruppo
  - II Gruppo
  - II Gruppo

## Comandanti (1939-1943)
- Gen. D. Attilio Grattarola (31 maggio - 30 novembre 1940)
- Gen. B. Emilio Battisti (1º dicembre 1940 - 9 marzo 1941)
- Gen. B. Ugo Adami (10 marzo - 20 agosto 1941)
- Gen. B. Paolo Micheletti (21 agosto 1941 - 28 febbraio 1943)
- Gen. B. Luigi Podio (1º marzo- 14 luglio 1943)
- Gen. B. Enrico Lugli (1º agosto - 9 settembre 1943)